# 第12誠良丸事件
第12誠良丸事件（だい12せいりょうまるじけん）は、日本漁船第12誠良丸の船長と漁網修理業者が、ソ連国境警備隊の指示により、日本の国内情報や露文タイプライターなどの物品をソビエト連邦に提供していたレポ船事件である。1984年（昭和59年）12月6日、北海道警察検挙。

## 概要
主犯の漁網修理業者は、日本の北方海域において漁業を営んでいたが、1981年（昭和56年）6月頃、ソ連国境警備隊と連絡をとるようになり、ソ連の主張する領海内で安全に操業する代償として、1983年8月までの間に8回ソ連と接触して、自衛隊の配備状況および軍事演習の動向、ならびに日本国政府要人の来往に関する情報などを提供した。また、ロシア語アルファベットのタイプライターなどを不法に持ち出していた。
北海道警察釧路方面本部は、1984年12月6日（木曜日）、漁網修理業者ならびに第12誠良丸の船長を逮捕した。根室簡易裁判所は、1984年12月26日、漁網修理業者を漁業法違反の罪で罰金15万円、第12誠良丸の船長に対しては検疫法、漁業法違反の罪で罰金10万円の判決を下した。